# كونراد من بورغندي
كونراد الأول لُقب بـ مُسالم (حوالي.925 - 19 أكتوبر 993) كان ملك برغونية (مملكة آرل) منذ 937 حتى وفاته.

## الأسرة
هو ابن رودولف الثاني أول حاكم لـ برغونية المتحدة منذ 933 بعد أن كان مقسمة بين برغونية العليا والسفلى وزوجته بيرثا الشوابية.
تزوج أولا من أديلايد دو بيليه، وكان لديهم ابنة واحدة على الأقل:-
- جيزيلا (- 21 يوليو 1006)؛ تزوجت من هاينريش الثاني دوق بافاريا، وأيضا هي والدة هاينريش الثاني، إمبراطور الروماني المقدس.

ثم تزوج قبل 966 من ماتيلدا الفرنسية هي ابنة لويس الرابع ملك فرنسا كان لديهم أربعة أبناء على الأقل:-
- بيرثا (967 - 16 يناير 1016) تزوجت من أود الأول، كونت بلوا ، ثم روبرت الثاني ملك فرنسا.
- ماتيلدا (من مواليد 969) ربما تزوجت من روبرت، كونت جنيف.
- رودولف (971 - 6 سبتمبر 1032).
- غربيرغا (من مواليد 965)، تزوجت من هيرمان الثاني، دوق شوابيا؛ وهما والدا الإمبراطورة جيزيلا.

كان لديه ابن غير الشرعي على الأقل:-
- بورشار، رئيس أساقفة ليون.[2]